# Zeugma Mozaïekmuseum

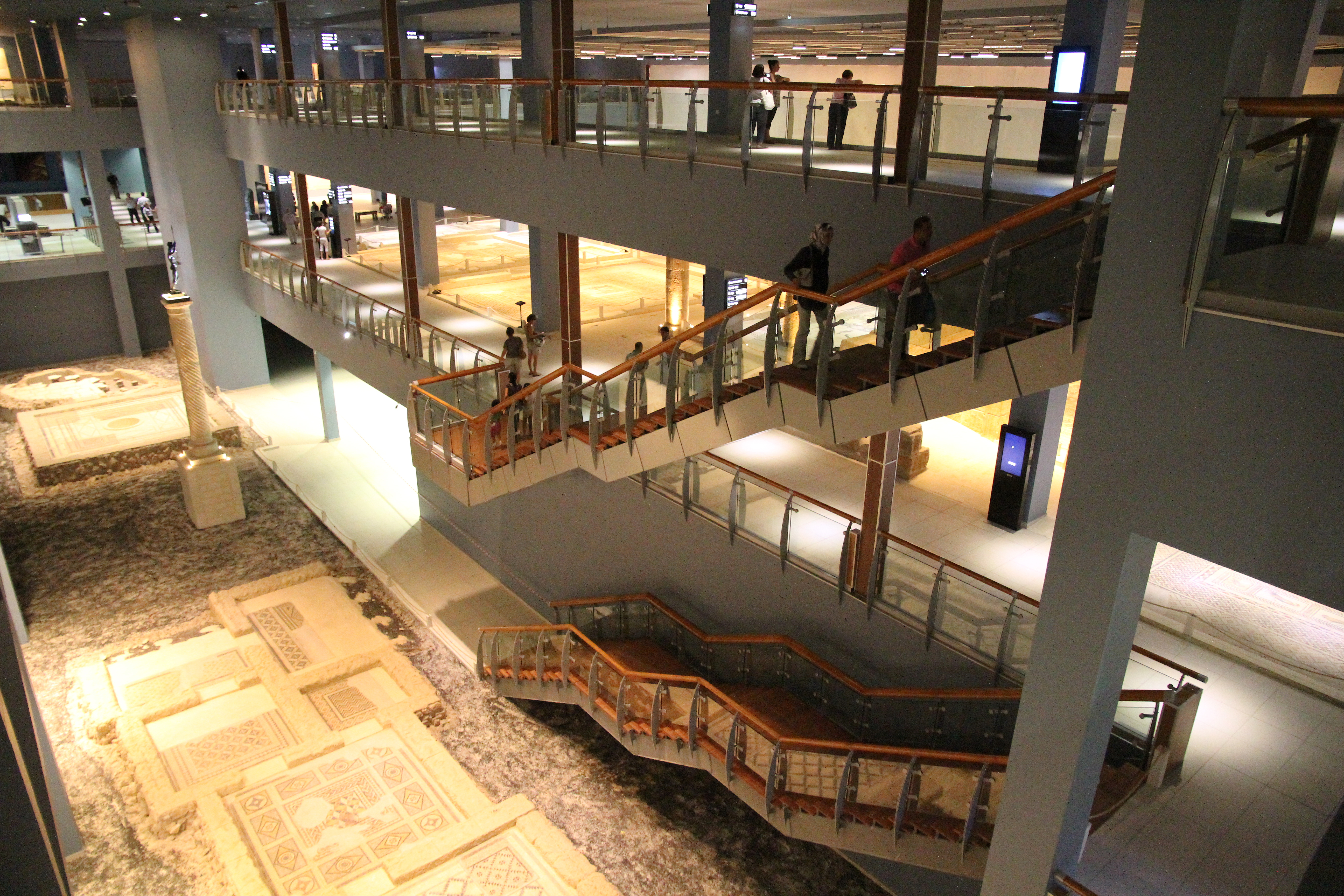
Centrale hal van het museum

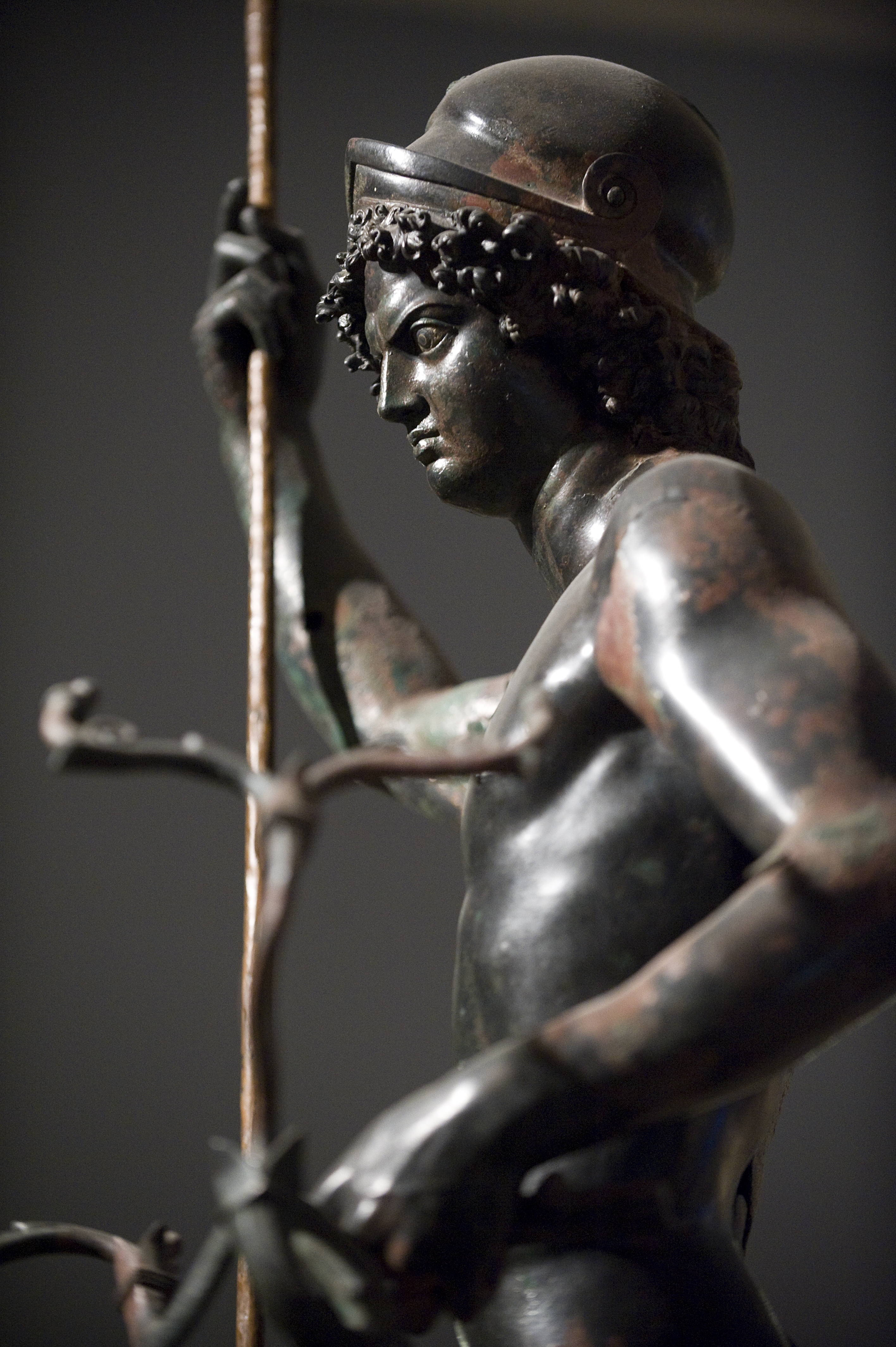
Mars van Zeugma

Het Zeugma Mozaïekmuseum (Turks: Zeugma Mozaik Müzesi) te Gaziantep herbergt een zeer uitgebreide verzameling mozaïeken en andere kunstvoorwerpen uit Zeugma.

## Voorgeschiedenis: een race tegen de tijd
Grote delen van de antieke garnizoensstad Zeugma zijn in 2000 verzwonden onder het Birecik-stuwmeer. Na alarmerende berichten in de pers, kwam er een campagne op gang om te redden wat er te redden viel. Dankzij de financiële inbreng van het Packard Humanities Institute en een petitie van Turkse archeologen en architecten, konden op vijf maanden tijd talloze mozaïeken worden verwijderd in barre omstandigheden. Beslist werd om ze in een gloednieuw museum onder te brengen. De achterblijvende resten werden onder een beschermende zandlaag bedolven.

## Gebouw
De drie eenheden van het U-vormige museumcomplex zijn gelegen op een terrein van 40.000 m², waarvan 30.000 bebouwd (inclusief de overdekte binnenkoer). Hier waren vroeger de Tekelfabrieken, waar een staatsconcessie alcohol en sigaretten produceerde. De tentoonstellingsruimte beslaat ruim 7.000 m². Ze is opengesteld voor het publiek op 9 september 2011.

## Collectie
De focus van het museum ligt op de meer dan 1.700 m² hellenistische mozaïeken. Ondanks grootschalige plunderingen van de archeologische site, was wat overbleef nog meer dan voldoende om de grootste collectie antieke mozaïeken ter wereld bijeen te brengen. Met lichteffecten worden de geplunderde delen ingevuld.
De mozaïeken worden zoveel mogelijk getoond in hun oorspronkelijke context, namelijk villa's langs de Eufraat. Deze zijn partieel gereconstrueerd in het museum. Voorts zijn er 150 m² fresco's, bronzen en marmeren standbeelden, stenen reliëfs, vier fonteinen, zuilen, enz. te bezichtigen.
Andere artefacten uit Zeugma zijn ondergebracht in het Archeologisch museum van Gaziantep, dat de befaamde mozaïek van het "zigeunermeisje" evenwel heeft moeten afstaan aan de nieuwe instelling.

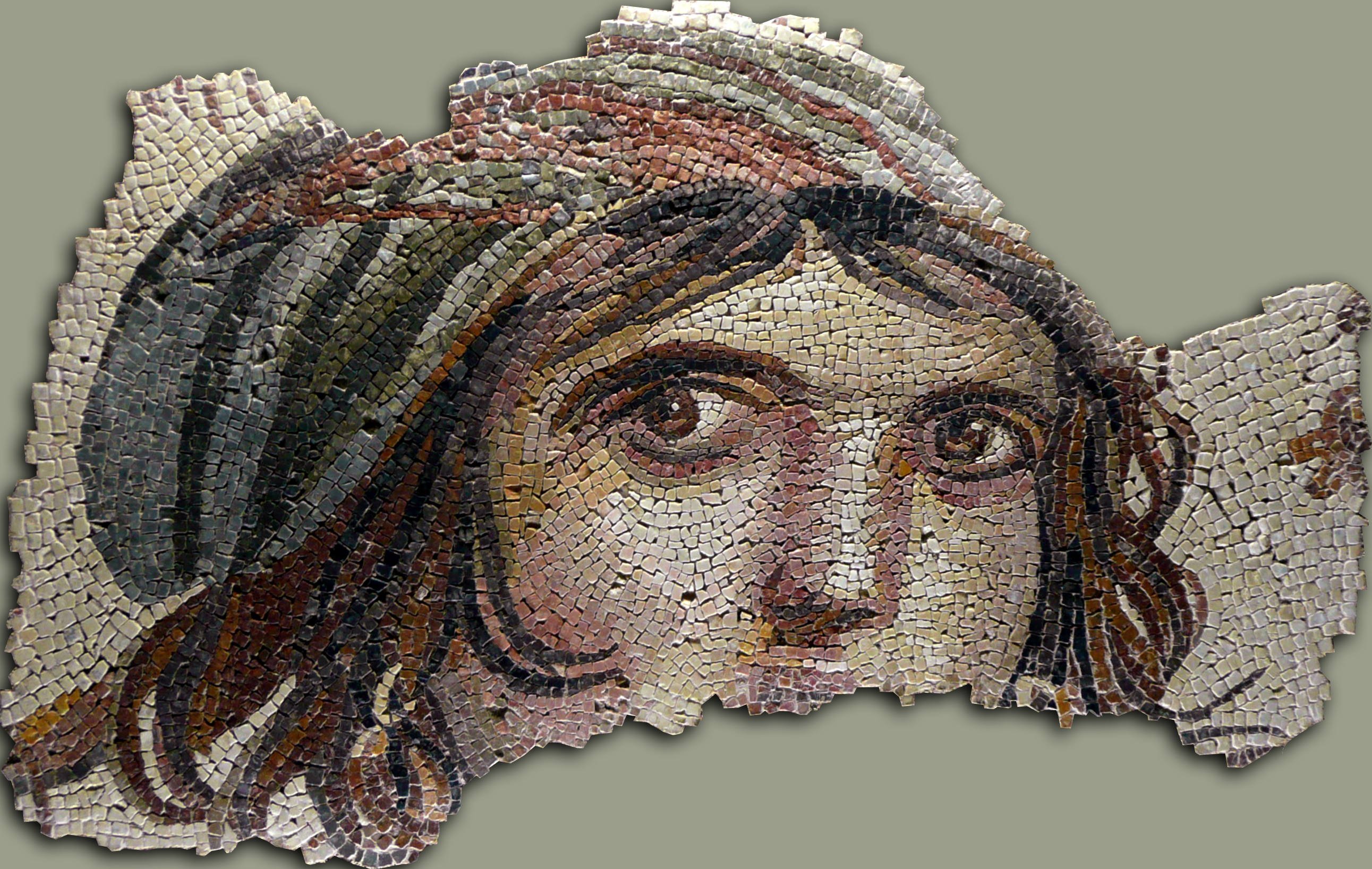
Zigeunermeisje
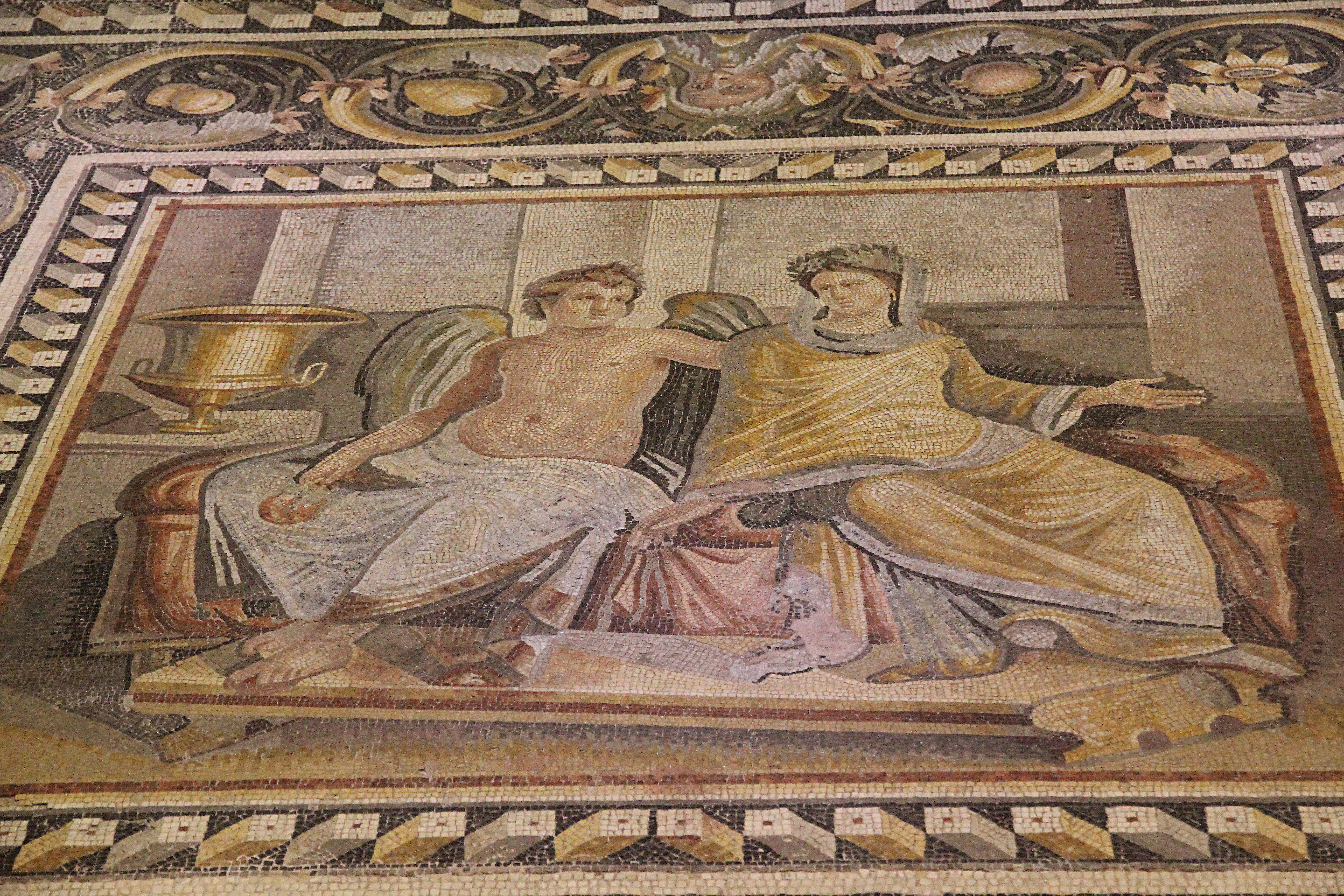
Eros en Psyche
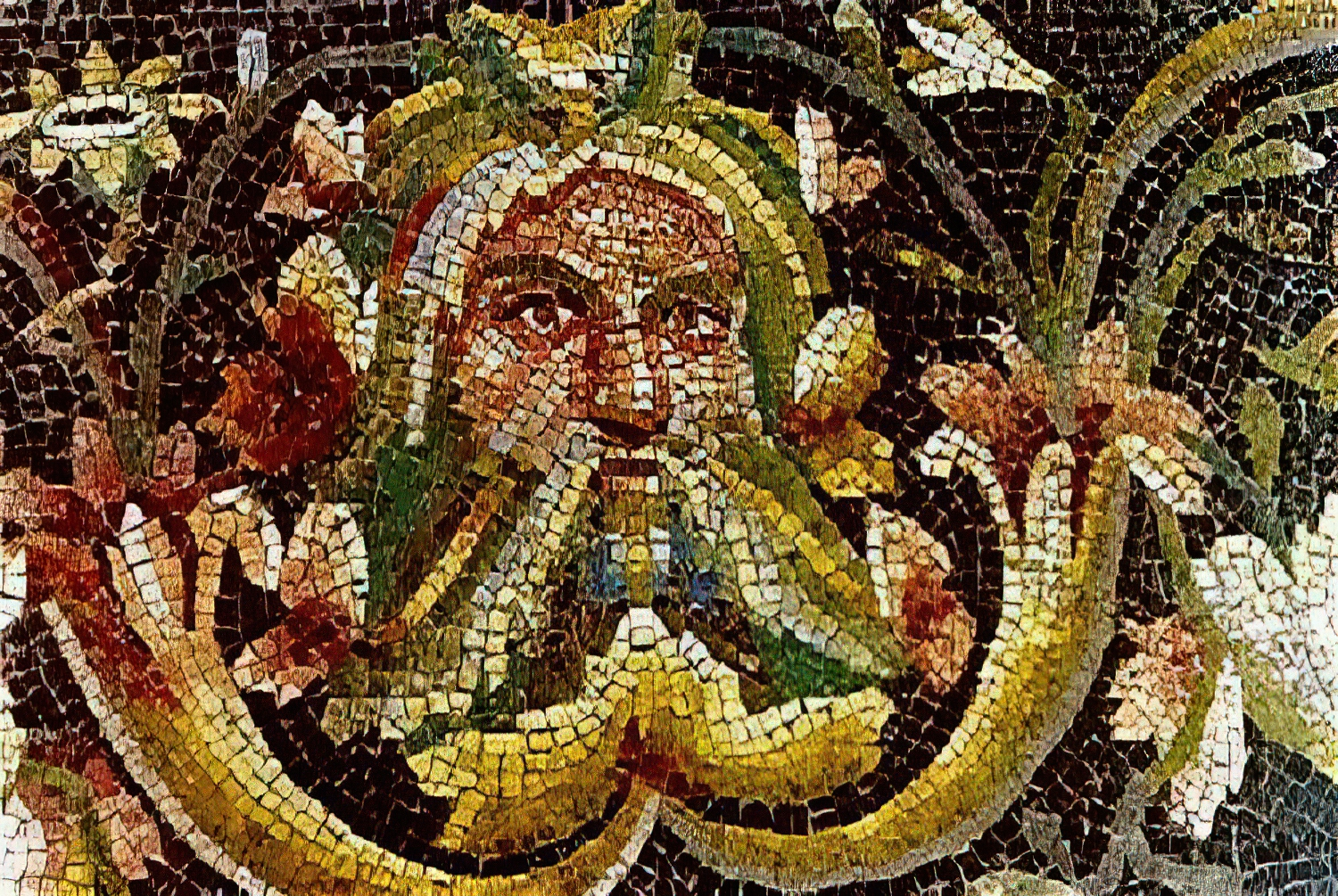
Acheloüs
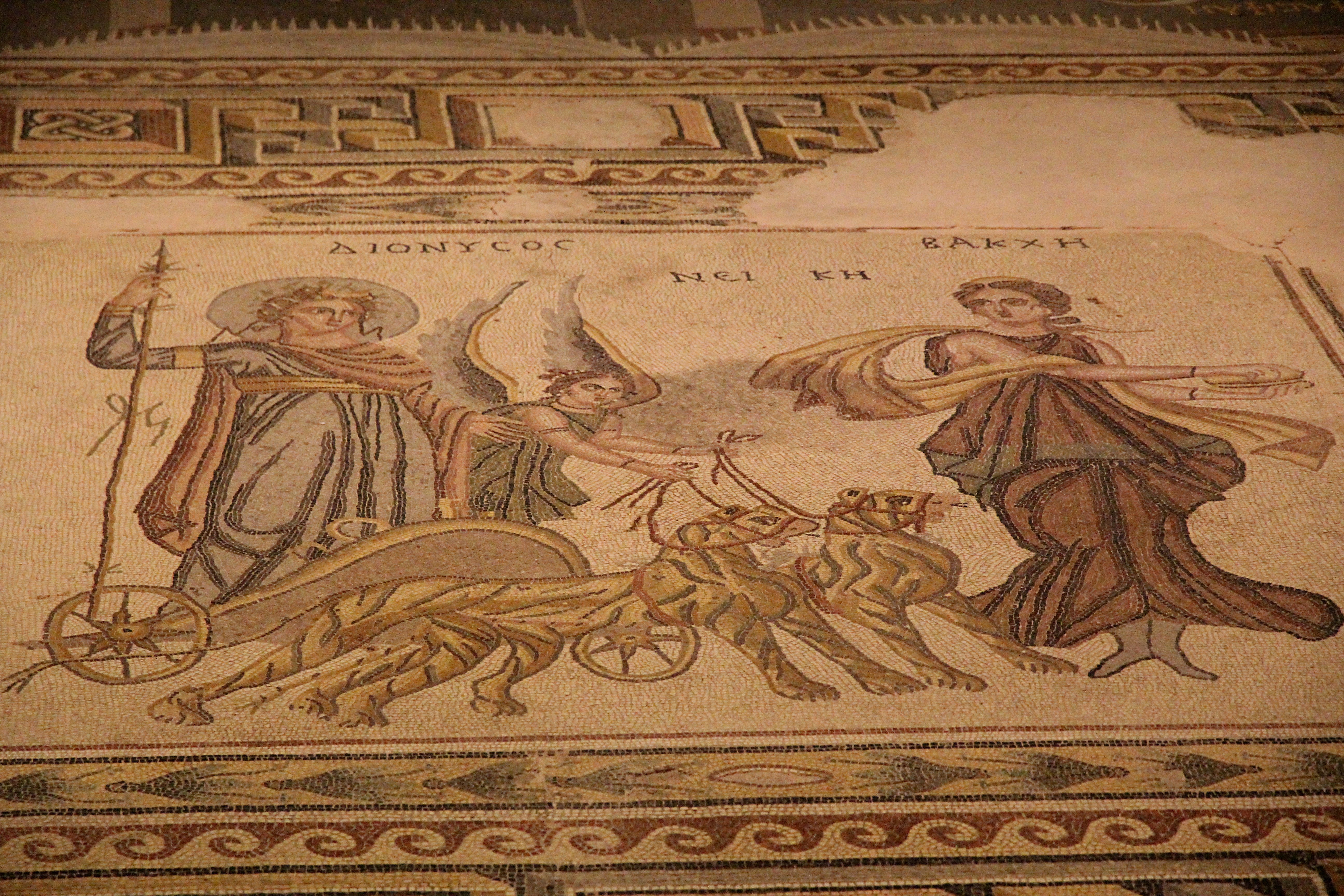
Triomf van Dionysus
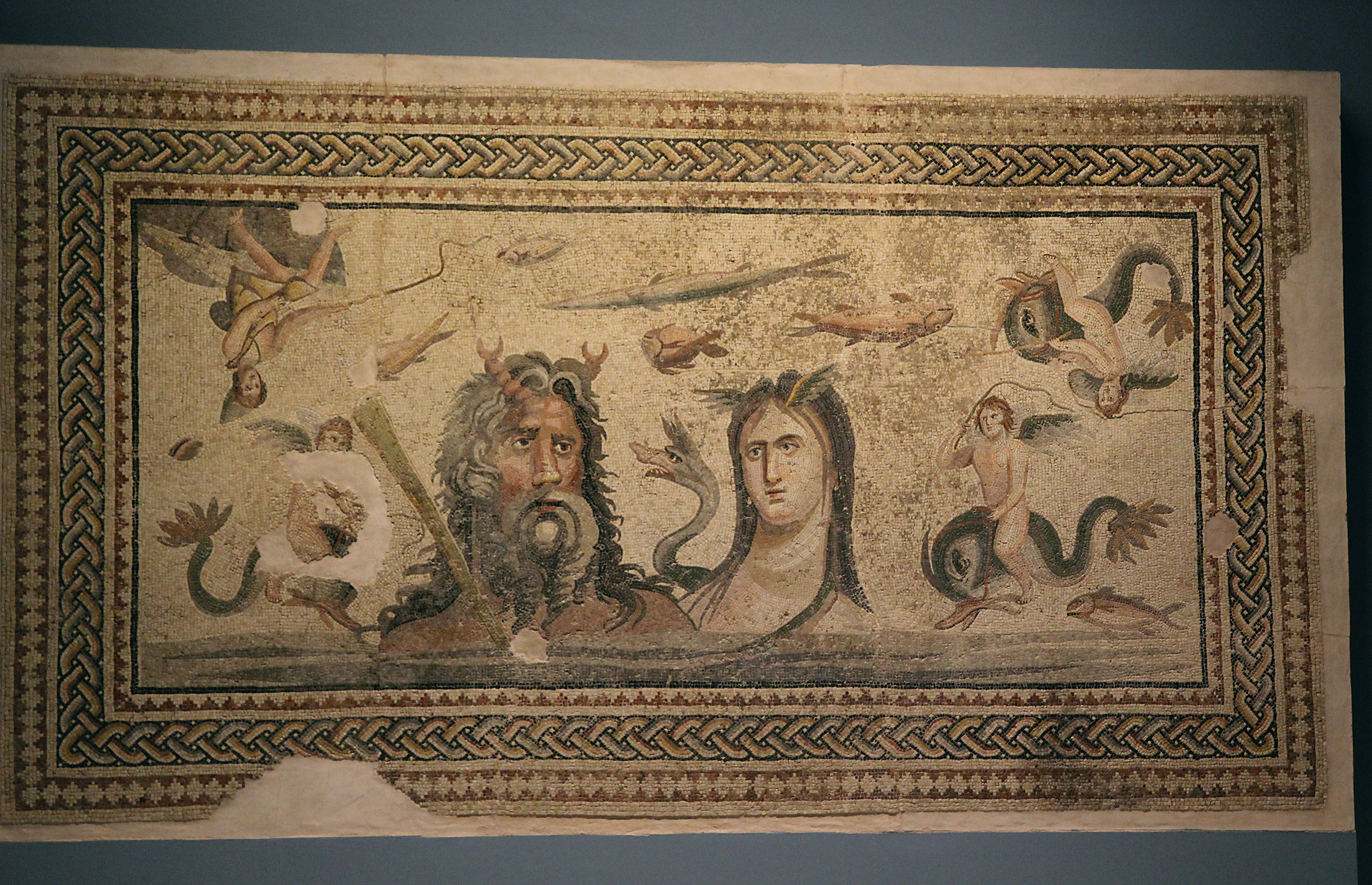
Poseidon en Tethys

## Voetnoten
1. ↑  Watery Grave for a Roman Ruin, New York Times, 19 mei 2000
2. ↑  Daniel Shoup, Can Archaeology Build a Dam? Sites and Politics in Turkey's Southeast Anatolia Project, in: Journal of Mediterranean Archeology, 2012, nr. 2, p. 235-243
3. ↑  Zeugma's Plundered Mosaics (bezocht op 23 november 2014)
4. ↑  Zeugma Mosaic Museum: Strolling Along A Neighbourhood of Ancient Treasures (bezocht op 23 november 2014)